# Handball en Algérie
 (août 2017).
Si vous disposez d'ouvrages ou d'articles de référence ou si vous connaissez des sites web de qualité traitant du thème abordé ici, merci de compléter l'article en donnant les références utiles à sa vérifiabilité et en les liant à la section « Notes et références ».
Le handball en Algérie est le deuxième sport collectif du pays derrière le football. C'est le sport collectif pour lequel l'Algérie est la plus titrée, avec sept titre africains pour l'équipe d'Algérie masculine.

## Histoire
On suppose que le Handball algérien fit son apparition au cours de l'année 1942, dans les centres de moniteurs gérés par des colons durant la période coloniale française. Depuis cette date il est possible de retracer les moments et les années importantes qui ont contribué à la montée en puissance du handball algérien, l'un des meilleurs d'Afrique.
En 1948, le handball à onze est pour la première fois officialisé; néanmoins un championnat de handball à sept est créé, poussant ainsi le jeu à onze à la disparition définitive.
Cependant, les Algériens ne sont guère nombreux à le pratiquer du fait de la colonisation française et sa discrimination qui prévalait à cette période. De plus, la plupart des sportifs de souche indigène préféraient pratiquer le football ou bien la boxe, les deux sports les plus populaires à cette époque.
En 1958, création du premier club algérien de handball, le doyen, le Mouloidia Club Saïda
En 1962, dès cette première année de l’indépendance de l’Algérie, en 1962, des Algériens s'impliquent dans la relance de ce jeu.
En septembre, Madaoui Kheir Eddine, alors âgé de 25 ans et évoluant à l’ASSE (Association sportive de Saint-Eugéne, actuellement Bologhine), entame la matérialisation de son projet d’une structure nationale pour gérer le handball. Aussi, il fait appel à son ami de club, le regretté Hamened Abderrahmane. Le concours de Abdoun, alors membre du bureau politique du parti du FLN (Front de libération nationale), chargé de la jeunesse et des sports fut précieux. Il leur facilita, de par sa fonction, à installer leur siège dans le local de l’institution française chargée de cette discipline. Ce sera dans un café de la rue d’Isly (actuellement Larbi Ben Mhidi) que naît la première ligue nationale de handball présidée par Madaoui Kheir Eddine.
La première opération lancée est le championnat avec la participation de cinq formations que sont :
- Association sportive de Saint Eugène (ASSE)
- Handball Club d’Alger (HBCA)
- RIJA Alger
- Blida Études Club (BEC)
- Groupe Laïques Études d’Alger (GLEA).

En 1963, la réussite de cette compétition va engendrer la création de la fédération algérienne de handball (FAHB). Présidée par Feu Benbelkacem Amar, son siège est installé dans les locaux du stade Leclerc, actuellement Ouaguenouni.
Quelque temps après, d’autres rejoignent la compétition. Il s’agit des équipes de Ain Taya, du CR Belcourt, des Spartiates d’Oran, de Skikda, de Saida et d’El Arrouch
De ce fait, le nombre de formations s’élève à 11.
À cette période-là la FAHB regroupait trois régions, à savoir Alger, Oran et Constantine.
Durant l’année 1963, l’Algérie participe pour la première fois à des compétitions internationales officielles, les Jeux de l’amitié de Dakar, au Sénégal.
Le 24 mars, le premier match féminin se déroule au stade Leclerc d’Alger et voit le GLEA battre une sélection scolaire 5-0.
En avril, c’est la première rencontre internationale entre l’équipe nationale algérienne messieurs et celle du Cameroun, aux Jeux de Dakar.
Le premier championnat maghrébin des nations se déroule à Alger. Il est ponctué par la médaille d’or des messieurs et la médaille d’argent des filles.
En 1967, pour la première fois, la Coupe d'Algérie de handball est créée. Tous les clubs affiliés à la fédération algérienne de handball peuvent y participer. La première édition a vu la victoire du club CR Belouizdad, qui à l'époque s'appelait CR Belcourt.
En 1968, la création de la quatrième ligue, celle des Oasis.
En septembre, le bureau fédéral décide le lancement d’un championnat semi–national. Les équipes de la région d’Alger sont réparties en groupes (est et ouest). Cependant le championnat régional est maintenu.
En 1973, la Fédération algérienne de handball organise le premier championnat national regroupant des équipes des régions centre, ouest et est.
En 1975, Aux Jeux africains d’Alger, l’équipe nationale messieurs décroche la médaille d’or.
En 1974, le handball algérien participe pour la première fois de son histoire à un championnat du monde messieurs, C’était en ex-RD Allemagne où elle est éliminée dès le premier tour avec trois défaites.
En 1975, la construction du complexe olympique du 5 juillet à Alger. Deux superbes salles sont réalisées au profit des sports collectifs et en particulier le handball, d’une capacité de plus de 6000 places. Il s’agit de la Coupole, située dans le complexe et de la salle Harcha-Hacène, au centre d’Alger.
Aux septième jeux méditerranéens d’Alger, le sept national messieurs décroche la médaille de bronze.
En 1976, la FAHB organise un championnat selon une formule régionale.
Les associations sportives issues de la loi de 1901 sont intégrées dans les entreprises économiques et administratives, devenant des associations sportives de performance (ASP)
L’Algérie organise le championnat d’Afrique des nations seniors. Le sept messieurs se classe deuxième.
En 1977, l'Algérie procède à une réforme du sport, à la faveur de laquelle toutes les associations sportives sont intégrées dans les grandes entreprises nationales économiques et administratives. 
Un championnat regroupant des ASP est organisé par la FAHB. Les équipes participantes sont le MP Alger, la DNC Alger, le NADIT Alger, le NA Hussein Dey, le MP Oran et le SR Annaba.
En 1978, la première participation d’une équipe nationale dames à un championnat du monde. En ex-république tchèque, le sept national féminin se classe en seizième position sur vingt formations.
En 1980, la première participation de l’équipe nationale messieurs à un tournoi des jeux olympiques. Aux vingt-deuxièmes Jeux Olympiques de Moscou, l’Algérie se classe à la dixième place.
En 1981, l'Algérie remporte le premier titre africain grâce à l’équipe nationale messieurs vainqueur, à Tunis, de la quatrième édition des championnats d’Afrique.
En 1982, le NADIT d’Alger décroche le premier titre africain des clubs. C’était lors de la quatrième édition à Bouaké-Yamoussoukro (Côte d’Ivoire).
En 1984, aux vingt-troisièmes jeux olympiques de Los Angeles, l’équipe nationale messieurs se classe douzième.
En 1986, l'Algérie organise le troisième championnat du monde militaire des nations. La formation algérienne se classe en deuxième position.
En 1987, aux quatrièmes jeux africains de Nairobi au Kenya, le sept national messieurs décroche la médaille d’or.
En 1988, au championnat du monde scolaire de Suède, l’équipe nationale cadette garçons, se classe en 4e position.
En 1989, après le désengagement des entreprises économiques du sport de compétition et la promulgation d’une nouvelle loi en 1989, Les associations sportives de performance récupèrent de nouveau leurs sigles d’origines.
En 1990, au championnat d’Afrique des juniors du Caire, les deux équipes nationales (garçons et filles) se classent deuxièmes. 
Le 27 mai, le naufrage d’un paquebot transportant l’équipe nationale espoir sur le Bosphore cause la mort tragique de quatre membres de la délégation. Il s’agit des joueurs Chahlef Chahreddine (21 ans), Hadj Kamel Eddine(21 ans) et Hamidi Arezki (22 ans)ainsi que du dirigeant Bourahli Nour Eddine (41ans).
En 1992, l’équipe d'Algérie féminine se classe deuxième au championnat arabe de Syrie.
En 1994, à la mort du président de la CAHB, une Super coupe d’Afrique des clubs est instituée pour commémorer la mémoire du défunt qui a tant donné au handball africain. La première édition se déroule à Dakar. Elle est remportée par le MC Alger
Lancement d’une compétition, dénommée ‘Coupe fédérale’, au profit des équipes de la division nationale ‘Une’, messieurs et dames. Cette compétition qui ne sera pas reprise lors des prochaines saisons, est destinée à permettre à l’équipe nationale messieurs et dames de se préparer.
En 1995, après bien des participations infructueuses dans un championnat du monde, l’équipe nationale messieurs parvient à se qualifier au second tour, lors de l’édition en Islande.
En 1998, la fédération internationale de handball (IHF) organise à Doha, au Qatar, la première coupe intercontinentale des nations. L'équipe d'Algérie masculine la remporte.
En 2000, l'Algérie renoue avec l’organisation du championnat d’Afrique des nations seniors. En finale de la quatorzième édition, à la salle Harcha-Hacène archicomble, elle s’incline logiquement face à l’Égypte.
En 2001, un incendie accidentel se déroule dans la salle Harcha-Hacène.
En 2002, après plusieurs mois de travaux, après son incendie en 2001, la salle Harcha-Hacène est restaurée.
En 2004, la dixième édition des Jeux sportifs arabes : les tournois des jeux sportifs arabes d’Alger (Hommes et dames) sont annulés, faute d’un nombre suffisant d’équipes y participant.
En 2005, longtemps habituée à une participation au championnat du monde messieurs, le sept national se classe à la 5e place au championnat d’Afrique de Tunis et rate sa qualification au Mondial 2007 en Allemagne.
Ce monumental ratage provoque un ‘séisme’ dans la famille handballistique algérienne. Elle engendre la démission collective du président et des membres du bureau fédéral.
Le 21 janvier 2006, au restaurant du Golf de Dely Brahim, Yahia Guidoum, ministre de la jeunesse et des sports installe un comité d’experts pour une analyse critique et objective de la débâcle, au championnat d’Afrique des nations de Tunis, causant son élimination du Mondial 2007 d’Allemagne. Ce comité se compose d’anciens internationaux, de personnalités de la petite balle algérienne. Le 11 mars, est installé, au siège du ministère de la jeunesse et des sports, un directoire de gestion provisoire de la FAHB, composé de 16 anciens handballeurs (Voir liste en annexe). Il est présidé par Daksi Allaoua, ancien président de la FAHB et membre fondateur de la CAHB. La mission de ce comité est de réhabiliter le handball algérien, en collaboration avec le Comité des experts. La mise en conformité avec le nouveau décret n’a été faite qu’à moitié. Il faut aller vers les ligues et les clubs. Toutes les structures, inhérentes à la FAHB sont gelées.
Le 9 novembre, une assemblée générale élective se déroule à l’hôtel militaire de Blida. Elle permet l’élection de Daksi Allaoua et d’un nouveau bureau exécutif pour terminer le mandat laissé vacant par l’ancien président démissionnaire.
En 2007, l'équipe nationale messieurs est absente du championnat du monde abrité par l'Allemagne. Neuvième édition des Jeux africains en Algérie : l’équipe nationale messieurs remporte la médaille d’argent après sa défaite en finale face à celle d’Égypte. Onzième édition des Jeux arabes en Égypte : l’équipe nationale messieurs remporte la médaille d’argent après sa défaite en finale face à celle d’Égypte
En 2008, la signature d’une convention de partenariat avec l’ENTV (Entreprise nationale de la Télévision) pour une plus grande médiatisation de la pratique handballistique avec la couverture télévisée des principales compétitions nationales et internationales.
Participation de l’équipe nationale juniors filles au Mondial de Macédoine où elle améliore le classement de l'Algérie avec la seizième place sur vingt nations.
Lancement d’un site Web de la FAHB.
Lors de cette année également, le club d'Alger de handball le MC alger remporte pour la dixième fois de son existence la Ligue des champions d'Afrique de handball.
En 2009, la section Handball du MC Alger, devient GSP (Groupement Sportif Pétrolier). Il s'agit du club le plus titré à ce jour en Algérie mais aussi en Afrique. Il remportera pour la vingt-deuxième fois le championnat d'Algérie de handball, mais aussi la coupe d'Algérie de handball pour également la vingt-deuxième fois. Cela dit c'est la première fois sous ce nom de GSP.

## Palmarès des équipes d'Algérie
L'Algérie est l'une des meilleures nations africaines de handball. Si au niveau national, les équipes rencontres quelques difficultés en finale des compétitions majeures; en compétitions internationales des clubs en revanche, la domination de l'Algérie est nettement supérieure. Quant aux jeunes, le niveau est plutôt moyen.

### Équipe d'Algérie masculine
- 7 Championnat d'Afrique des nations de handball  Équipe d'Algérie de handball masculin (1981, 1983, 1985, 1987, 1989 , 1996 et 2013).
- 3 Jeux africains  Équipe d'Algérie de handball masculin (1973, 1978 et 1999).
- 1 Jeux méditerranéens  Équipe d'Algérie de handball masculin (1987).
- 1 Jeux de la solidarité islamique  Équipe d'Algérie de handball masculin (2004).
- 1 Championnat Maghrébin de handball  Équipe d'Algérie de handball masculin (1975).
- 2 Championnat arabe inter Police  Équipe d'Algérie de handball masculin (1978, 1983).
- 1 Jeux panarabes  Équipe d'Algérie de handball masculin (1999).
- 1 Coupe intercontinentale des nations de handball  Équipe d'Algérie de handball masculin (1998).
- 13 Ligue des champions d'Afrique  NADIT Alger (1982); MM Batna (1995); MC Alger (1983, 1997, 1998, 1999, 2000, 2003, 2004, 2005, 2006, 2008, 2009).
- 12 Coupe d'Afrique des vainqueurs de coupe  MC Oran (1987); ERC Alger (1989 et 1990); MC Alger (1988, 1991, 1992, 1993, 1994, 1995, 1997, 1998 et 1999).
- 9 Supercoupe d'Afrique "Babacar Fall" de Handball  MC Alger (1994, 1995, 1996, 1997, 1998, 1999, 2004, 2005 et 2006).
- 6 Coupe arabe des clubs champions de handball  NADIT Alger (1985); MC Alger (1989 et 1991); MC Oran (1983, 1984 et 1988).

### Équipe d'Algérie féminine
- 1 Jeux panafricains  Équipe d'Algérie de handball féminin (1978).
- 3 Championnat maghrébin de handball  Équipe d'Algérie de handball féminin (1969, 1970et 1975).
- 3 Championnat universitaire  Équipe d'Algérie de handball féminin (1971, 1974et 1982).
- 2 Jeux panarabes  Équipe d'Algérie de handball féminin (1988 et 1992).
- 1 Championnat universitaire africain  Équipe d'Algérie de handball féminin (1974).

## Infrastructures
- La Coupole : 15 000 places.
- Salle Harcha-Hacène : 8 000 places. Club : Groupement sportif des pétroliers.
- Palais des sports Hamou-Boutlélis : 5 000 places. Club : Mouloudia Club d'Oran.
- Salle omnisports Cheraga : 3 000 places. Club : .
- Salle omnisports de Staouéli : 3 000 places. Club : Nadi Basket Staoueli.